# Teng Yi
Teng Yi (chiń. 滕义; ur. ?) – chiński tenisista stołowy, mistrz świata.
Pięciokrotnie zdobywał medale mistrzostw świata. Był drużynowym mistrzem (1987) i wicemistrzem (1989) świata, dwukrotnie brązowym medalista w singlu (1985, 1987) i jeden raz w deblu (1989).
Dwukrotny zwycięzca Igrzysk Azjatyckich w 1986 roku w Seulu (w grze podwójnej i mieszanej). Zdobywca Pucharu Świata (1987) i Pucharu Azji 1987 w grze pojedynczej. Czterokrotny mistrz Azji.